# E.V.O.: Search for Eden
E.V.O.: Search for Eden (46億年物語 はるかなるエデンへ?, 46 Okunen Monogatari: Harukanaru Eden e) è un videogioco a scorrimento orizzontale sviluppato dalla Almanic Corporation per Super Nintendo Entertainment System e pubblicato dalla Enix nel 1992. Inizialmente prodotto per il mercato giapponese, il gioco fu tradotto e distribuito in America settentrionale nel 1993 dalla Enix America Corp.
Il gioco è ispirato a 46 Okunen Monogatari: The Shinka Ron (46億年物語 -THE 進化論?), pubblicato dalla Almanic in Giappone nel 1990 per home computer PC-9801.

## Trama
La storia del gioco copre un periodo di diversi millenni, e ruota intorno a Gaia, figlia del Sole e mistica impersonificazione della Terra, che guida il giocatore attraverso cinque distinte ere geologiche del pianeta. All'inizio della storia, il giocatore controlla un semplice pesce che dovrà viaggiare per il pianeta, combattere nemici e guadagnare sufficiente energia per poter evolvere in organismi sempre più complessi e potenti, sino ad aver accesso al regno del paradiso e diventare il compagno immortale di Gaia. Sulla Terra si svolge infatti una competizione tra le numerose forme di vita che la abitano, e la più evoluta avrà infine il privilegio di entrare a far parte del Giardino dell'Eden e sposare Gaia.
Col progredire del gioco, diventerà chiaro che un'entità misteriosa sta interferendo con l'evoluzione in maniera distruttiva: sul pianeta compaiono alcuni cristalli non nativi di Gaia, e coloro che li divorano diventano mostruosità potenti che dominano il resto dell'ecosistema, consumano le risorse in maniera eccessiva e disturbano la linea evolutiva. In ogni epoca, al giocatore spetta affrontare e sconfiggere tali creature, che saranno quindi i boss, in modo che l'evoluzione continui il suo corso naturale.
Nell'ultima epoca, l'Età dell'Eden, il giocatore affronterà l'entità distruttrice, che si rivelerà essere Bolbox, una forma di vita che, a forza di consumare i cristalli nel tentativo di diventare il primo umano, si è invece evoluta in un enorme organismo unicellulare, che nella battaglia finale sputa fuori i cristalli che diventano i boss affrontati per tutto il gioco. Sconfitto Bolbox, il giocatore si unisce a Gaia nel Giardino dell'Eden e ottiene il dono dell'intelligenza. Nell'epilogo si scopre anche che i cristalli provengono in realtà da una civiltà avanzata su Marte, che volevano aiutare la Terra accelerando l'evoluzione delle sue specie tramite le loro creazioni; comprendendo i pericoli creati dai cristalli, i Marziani decidono di lasciar stare il pianeta Terra, limitandosi ad osservarla, finché la specie dominante non diventa abbastanza avanzata.

## Modalità di gioco
Il videogioco utilizza gli elementi tipici dei videogiochi a piattaforme e ruota intorno ad una creatura, controllata dal giocatore che si muove in un numero di livelli a scorrimento orizzontale, che fanno evolvere la creatura affinché si adatti all'ambiente circostante.